# Asahi Breweries
Asahi Breweries, Ltd. (アサヒビール株式会社 Asahi Bīru Kabushiki Gaisha, TYO: 2502) er en ledende japansk bryggerikoncern.
Januar 2014 var Asahi med en markedsandel på 38 % den største blandt fire betydelige ølproducenter i Japan. De efterfølgende var Kirin Beer med 35 % og Suntory med 15 %.

## Historie
Asahi blev etableret i Osaka i 1889 som Osaka Beer Company (大阪麦酒会社 Ōsaka Bakushu Kaisha). Gennem 1. verdenskrig arbejdede tyske fanger i bryggeriet.
I 1990 overtog Asahi 19,9 % af aktierne i den australske bryggerigigant Elders IXL, som siden hen blev til Foster's Group, som senere blev solgt til SABMiller.
I 2009 overtog Asahi den australske bryggerikoncern Schweppes Australia.
I begyndelsen af 2009 opkøbte Asahi 19,9 % af Tsingtao Brewery fra Anheuser-Busch InBev for i alt 667 mio. amerikanske dollar. Salget gjorde Asahi Breweries, Ltd. til den næststørste aktionær i Tsingtao efter Tsingtao Brewery Group.
I juli 2011 opkøbte Asahi den New Zealandske juiceproducent Charlie's og vand og juice divisionerne fra den australske bryggerikoncern P&N Beverages.
I august 2011 opkøbte Asahi New Zealand's independent Likørproducent, som bl.a. fremstiller Vodka Cruiser og andre alkoholiske drikke, for 97,6 mia. Yen. I maj 2013 blev den New Zealandske detailhandelskæde Mill Liquorsave opkøbt. Asahi opkøbte de australske mærker og aktiver i Cricketers Arms og Mountain Goat Brewery i henholdsvis 2013 og 2015.
I april 2016 købte Asahi Meantime Brewery fra London, samt ølmærkerne Grolsch og Peroni fra SABMiller.
I april 2021 introduceredes Asahi Super Dry Nama Jockey Can (med pop-off top), en dåse, hvor hele toppen tages af ved åbning og dåsen således kan bruges som et bæger.

## Mærker
Virksomhedens primære øl fra 1957 til udgangen af 1980'erne var Asahi Gold (overtaget fra Asahi Draft, på sin originale opskrift).
I 1987 introducerede Asahi Asahi Super Dry et produkt der transformerede ølindustrien i Japan. Asahi Super Dry beskrives som en højt udsøgt lager uden de kraftigere maltsmage ved konkurrerende produkter. Det medførte stigende efterspørgsel efter dry beer og Asahi overgik Kirin i omsætning og profit.
Andre ølprodukter inkluderer:
- Asahi Draft – Lager (første gang produceret i 1892)
- Asahi Gold – Lager (tidligere flagship produkt; første gang produceret i 1957)
- Asahi Stout
- Asahi Z – Dry lager
- Asahi Black – en 5 % dark lager
- Asahi Prime Time – Tysk pilsnerlignende lager (kun på markedet i Japan)